# Дуранте, Эндрю
Эндрю Джеймс Дуранте (англ. Andrew James Durante; 3 мая 1982, Сидней, Австралия) — новозеландский футболист, защитник. Выступал за сборную Новой Зеландии.

## Клубная карьера

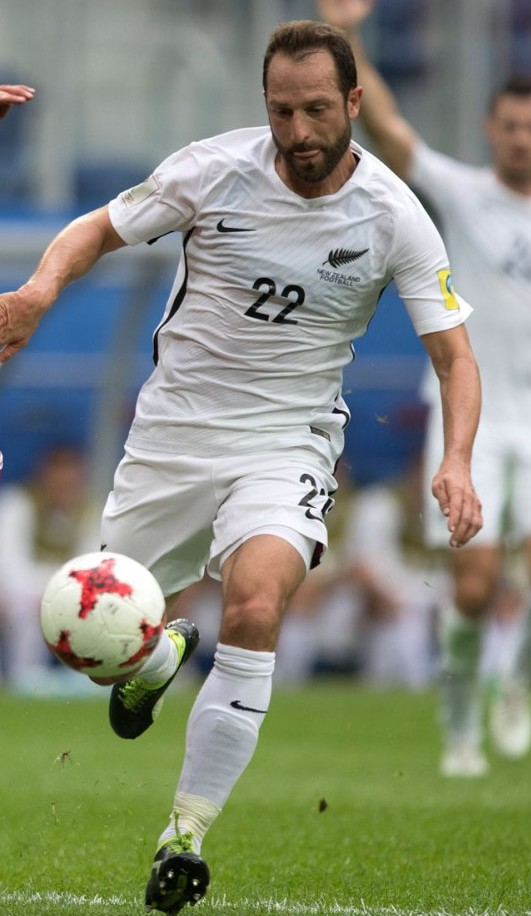
Дуранте в составе сборной Новой Зеландии

Дуранте начал карьеру в клубе «Сидней Олимпик» в составе которого он дебютировал в 2003 году. После ухода из «Сиднея», Эндрю без особого успеха играл за «Парраматта Пауэр» и сингапурский «Балестье Халса». В 2005 году Дуранте вернулся в Австралию, подписав контракт с «Ньюкасл Юнайтед Джетс». В 2008 году он помог команде выиграть Эй-лигу. Летом того же года Эндрю перешёл в новозеландский «Веллингтон Феникс». 17 августа в матче против «Брисбен Роар» он дебютировал за новую команду. 13 марта 2010 года в поединке против «Сиднея» Дуранте забил свой первый гол за «Веллингтон Феникс». В 2011 году Эндрю на правах аренды перешёл в «Сидней». 2 марта в матче азиатской лиги чемпионов против южнокорейского «Сувон Самсунг Блюуингз» он дебютировал за новый клуб. По окончании аренды Эндрю вернулся в «Веллингтон Феникс». Дуранте был выбран капитаном команды и дважды признавался лучшим игроком сезона. Эндрю также является абсолютным рекордсменом по количеству матчей, проведённых за «Веллингтон Феникс».
17 июня 2019 года Дуранте подписал однолетний контракт с клубом-новичком Эй-лиги «Уэстерн Юнайтед».

## Международная карьера
Дуранте вызывался в сборную Австралии, но ни разу за неё не сыграл. В 2013 году Эндрю получил вызов в сборную Новой Зеландии, так как к тому времени проработал в стране более пяти лет. 26 марта в отборочном матче чемпионата мира 2014 против сборной Соломоновых Островов Дурант дебютировал за сборную Новой Зеландии.
В 2017 году Дуранте принял участие в Кубке конфедераций в России. На турнире он сыграл в матчах против команд России, Мексики и Португалии.